# Lillian Müller

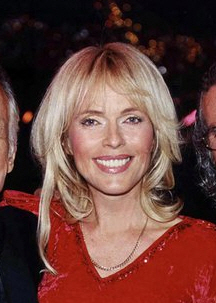
Lillian Müller, 2012

Lillian Müller (* 19. August 1951 in Grimstad, Norwegen) ist ein norwegisches Fotomodell mit einigen Ausflügen zum internationalen Film der 1970er und 1980er Jahre.

## Leben und Wirken
Lillian Müller wuchs im Süden Norwegens auf und bewarb sich im Alter von 18 Jahren bei dem Schönheitswettbewerb um den Titel einer „Miss Norway“. Sie wurde dort Zweite, ebenso wie beim anschließenden „Miss International“-Wettbewerb. Daraufhin zog sie Anfang der 1970er Jahre nach London, um sich an der dortigen London Academy of Modelling professionell zum Fotomodell ausbilden zu lassen. Am 30. Januar 1974 wurde sie das Seite-3-Mädchen des Boulevardblatts The Sun; anderthalb Jahre später, im August 1975, wählte Hugh Hefner sie in seinem Herrenmagazin Playboy zum „Playmate des Monats“. Im darauf folgenden Jahr erlangte sie schließlich den Titel „Playmate of the Year 1976“. Bis zur Januarausgabe 1999 zierte sie insgesamt neun Mal das Titelblatt des Playboy.
Zu Beginn ihrer internationalen Karriere hatte der „führende Leinwand-Erotomane“ unter Deutschlands Regisseuren, Rolf Thiele, Lillian Müller vor die Kamera geholt und gab ihr 1975 eine der weiblichen Hauptrollen in seinem Arztmelodram Frauenstation. Im Jahr darauf ließ er sie Rosemaries Tochter in der gleichnamigen, inoffiziellen Fortsetzung seines einstigen Filmklassikers Das Mädchen Rosemarie spielen. Beide Filme wurden von der Kritik sehr schlecht besprochen und verlangten von der Norwegerin, ähnlich wie in Casanova & Co., einem von dem Österreicher Franz Antel inszenierten Erotik- und Ausstattungsfilm, den sie gleich im Anschluss daran in Italien drehte, kaum mehr, als im richtigen Moment die Hüllen fallen zu lassen und sich nackt zu präsentieren.
Auch Müllers spätere Ausflüge vor Filmkameras reduzierten sie zumeist auf das dekorative Beiwerk und den begehrenswerten Blickfang, seit 1977 in US-amerikanischen B-Movies oder Folgen beliebter Fernsehserien wie Drei Engel für Charlie, Starsky & Hutch, Remington Steele und Magnum. Mehrfach wurde sie als kühle und zugleich erotische Stewardess besetzt. Einen speziellen Auftritt absolvierte sie 1978 in dem Video zu Rod Stewarts Welthit Da Ya Think I’m Sexy?. 1986, nach rund zehn Jahren, beendete sie ihre schauspielerischen Ambitionen weitgehend und kehrte aus den USA nach Norwegen zurück. Zuletzt widmete sie sich dem Thema „Gesunde Ernährung“ und veröffentlichte neben einem entsprechenden Ratgeber auch ihre Autobiographie.

## Filmografie
- 1975/77: Frauenstation
- 1976: Rosemaries Tochter
- 1977: Casanova & Co.
- 1977: The Night They Took Miss Beautiful
- 1977: Women in Hospital
- 1978: Die liebestollen Stewardessen (Flying High)
- 1979: Hometown USA
- 1980: Agent wider Willen (Once Upon a Spy)
- 1981: Wunder auf dem Eis (Miracle on Ice)
- 1981: Mister Kill (Death Ray 2000)
- 1981: Zum Teufel mit Max (The Devil and Max Devlin)
- 1981: Helden der Straße (King of the Mountain)
- 1983: Angriff ist die beste Verteidigung (Best Defense)
- 1986: Die Stewardessen Academy (Stewardess School)
- 2012: Popcorn (Kurzfilm)
- 2014: Holt Kills Randy

## Einzelnachweis
1. ↑  Kay Weniger: Das große Personenlexikon des Films. Die Schauspieler, Regisseure, Kameraleute, Produzenten, Komponisten, Drehbuchautoren, Filmarchitekten, Ausstatter, Kostümbildner, Cutter, Tontechniker, Maskenbildner und Special Effects Designer des 20. Jahrhunderts. Band 7: R–T. Robert Ryan – Lily Tomlin. Schwarzkopf & Schwarzkopf, Berlin 2001, ISBN 3-89602-340-3, S. 651.

| Personendaten    | Personendaten |
| ---------------- | --- |
| NAME             | Müller, Lillian |
| ALTERNATIVNAMEN  | Anderssen, Inga (Pseudonym); Mueller, Lillian; Revel, Yulis (Pseudonym); Ruval, Yuliis (Pseudonym); Ruval, Yullis (Pseudonym) |
| KURZBESCHREIBUNG | norwegisches Model und Schauspielerin                                                                                         |
| GEBURTSDATUM     | 19. August 1951 |
| GEBURTSORT       | Grimstad, Norwegen |